# A lyga (2019)
A lyga 2019 – 30. edycja najwyższej klasy rozgrywkowej piłki nożnej na Litwie. Sezon rozpoczął się 2 marca 2019, a zakończył 27 listopada tego samego roku. Tytuł mistrzowski obroniła drużyna Sūduva Mariampol, triumfując trzeci raz z rzędu, zaś królem strzelców został zawodnik Žalgirisu Wilno Tomislav Kiš.
Przez cały rok 2019 przetrwało zaledwie 5 ligowych klubów – Stumbras Kowno zbankrutował latem, zaś Atlantas Kłajpeda i FK Jonava zostały zdyskwalifikowane.

## Uczestnicy
| Uczestnicy poprzedniej edycji                                                                                 | Uczestnicy poprzedniej edycji | Uczestnicy poprzedniej edycji | Uczestnicy poprzedniej edycji |
| --- | ----------------------------- | ----------------------------- | ----------------------------- |
| SŪD | Sūduva Mariampol              | 1                             |                               |
| ŽAL | Žalgiris Wilno                | 2                             |                               |
| TRK | FK Trakai                     | 3                             |                               |
| STU | Stumbras Kowno                | 4                             |                               |
| KAU | Žalgiris Kowno                | 5                             |                               |
| ATL | Atlantas Kłajpeda             | 6                             |                               |
| PAL | FK Palanga                    | 7                             |                               |
| Awans z I lyga 2018                                                                                           |                               |                               |                               |
| PAN | FK Poniewież                  | 1                             |                               |
| Oznaczenia: - kolumna pierwsza – skróty nazw drużyn, - kolumna trzecia – miejsce zajęte w poprzednim sezonie. |                               |                               |                               |

## Sezon zasadniczy

### Tabela
| Lp. | Drużyna            | M  | Z  | R | P  | B+ | B- | +/– | Pkt | Kwalifikacja lub spadek |
| --- | ------------------ | -- | -- | - | -- | -- | -- | --- | --- | ----------------------- |
| 1   | Sūduva Mariampol   | 28 | 25 | 0 | 3  | 74 | 15 | +59 | 75  | grupa mistrzowska       |
| 2   | Žalgiris Wilno     | 28 | 21 | 2 | 5  | 67 | 22 | +45 | 65  | grupa mistrzowska       |
| 3   | FK Riteriai        | 28 | 13 | 7 | 8  | 44 | 29 | +15 | 46  | grupa mistrzowska       |
| 4   | FK Kauno Žalgiris  | 28 | 13 | 5 | 10 | 48 | 39 | +9  | 44  | grupa mistrzowska       |
| 5   | FK Panevėžys       | 28 | 8  | 7 | 13 | 41 | 53 | −12 | 31  | grupa mistrzowska       |
| 6   | Atlantas Kłajpeda  | 28 | 7  | 5 | 16 | 26 | 53 | −27 | 26  | grupa mistrzowska       |
| 7   | FK Palanga (B, S)  | 28 | 6  | 1 | 21 | 29 | 70 | −41 | 19  | baraż o utrzymanie      |
| 8   | Stumbras Kowno (S) | 28 | 4  | 3 | 21 | 12 | 60 | −48 | 15  | spadek do I lyga (2020) |

### Wyniki
| Gospodarz \ Gość  | ATL | KŽA | PAL | PAN | RIT | STU | SŪD | ŽAL |
| ----------------- | --- | --- | --- | --- | --- | --- | --- | --- |
| Atlantas Kłajpeda | —   | 2–0 | 2–1 | 2–1 | 2–3 | 0–0 | 0–5 | 0–3 |
| Žalgiris Kowno    | 2–1 | —   | 6–1 | 2–0 | 3–1 | 4–3 | 0–3 | 3–4 |
| FK Palanga        | 2–1 | 0–3 | —   | 1–1 | 1–3 | 2–1 | 0–2 | 1–4 |
| FK Panevėžys      | 4–1 | 1–1 | 2–1 | —   | 1–2 | 1–1 | 1–2 | 0–3 |
| FK Riteriai       | 0–0 | 1–0 | 3–1 | 1–1 | —   | 0–0 | 1–2 | 1–0 |
| Stumbras Kowno    | 2–0 | 0–1 | 0–3 | 1–0 | 0–3 | —   | 2–0 | 1–0 |
| Sūduva Mariampol  | 4–0 | 1–0 | 3–0 | 2–1 | 2–1 | 2–0 | —   | 1–0 |
| Žalgiris Wilno    | 3–0 | 3–1 | 5–1 | 2–1 | 1–1 | 2–1 | 1–0 | —   |

| Gospodarz \ Gość  | ATL | KŽA | PAL | PAN | RIT | STU | SŪD | ŽAL |
| ----------------- | --- | --- | --- | --- | --- | --- | --- | --- |
| Atlantas Kłajpeda | —   | 1–1 | 0–1 | 0–2 | 2–1 | 3–0 | 0–4 | 1–3 |
| Žalgiris Kowno    | 1–0 | —   | 4–0 | 2–2 | 1–0 | 3–0 | 0–2 | 1–2 |
| FK Palanga        | 0–2 | 2–3 | —   | 1–2 | 1–3 | 3–0 | 0–4 | 0–4 |
| FK Panevėžys      | 1–1 | 3–3 | 3–1 | —   | 4–2 | 3–0 | 2–7 | 0–2 |
| FK Riteriai       | 1–1 | 0–0 | 1–0 | 4–0 | —   | 3–0 | 1–2 | 1–1 |
| Stumbras Kowno    | 0–3 | 0–3 | 0–3 | 0–3 | 0–3 | —   | 0–3 | 0–3 |
| Sūduva Mariampol  | 4–1 | 3–0 | 6–0 | 3–1 | 1–2 | 3–0 | —   | 1–0 |
| Žalgiris Wilno    | 4–0 | 3–0 | 3–2 | 5–0 | 2–1 | 3–0 | 1–3 | —   |

## Grupa mistrzowska

### Tabela
| Lp. | Drużyna              | M  | Z  | R | P  | B+ | B- | +/– | Pkt | Kwalifikacja                                     |
| --- | -------------------- | -- | -- | - | -- | -- | -- | --- | --- | ------------------------------------------------ |
| 1   | Sūduva Mariampol (M) | 33 | 29 | 0 | 4  | 95 | 24 | +71 | 87  | Liga Mistrzów 2020/2021 • I runda kwalifikacyjna |
| 2   | Žalgiris Wilno       | 33 | 24 | 2 | 7  | 79 | 29 | +50 | 74  | Liga Europy 2020/2021 • I runda kwalifikacyjna   |
| 3   | FK Riteriai          | 33 | 16 | 7 | 10 | 57 | 36 | +21 | 55  | Liga Europy 2020/2021 • I runda kwalifikacyjna   |
| 4   | Žalgiris Kowno       | 33 | 16 | 5 | 12 | 54 | 45 | +9  | 53  | Liga Europy 2020/2021 • I runda kwalifikacyjna   |
| 5   | FK Panevėžys         | 33 | 10 | 7 | 16 | 49 | 63 | −14 | 37  |                                                  |
| 6   | Atlantas Kłajpeda    | 33 | 7  | 5 | 21 | 30 | 78 | −48 | 26  |                                                  |

### Wyniki
| Gospodarz \ Gość  | ATL | KŽA | PAN | RIT | SUD | ZAL |
| ----------------- | --- | --- | --- | --- | --- | --- |
| Atlantas Kłajpeda | —   | 0–2 | 1–4 | —   | —   | —   |
| Žalgiris Kowno    | —   | —   | 1–0 | —   | —   | 1–2 |
| FK Panevėžys      | —   | —   | —   | 2–0 | 1–5 | —   |
| FK Riteriai       | 5–2 | 0–1 | —   | —   | 5–1 | —   |
| Sūduva Mariampol  | 9–1 | 4–1 | —   | —   | —   | 2–1 |
| Žalgiris Wilno    | 5–0 | —   | 3–1 | 1–3 | —   | —   |

## Baraż o utrzymanie
| 3 listopada 2019 13:00 (EEST) | Banga Gorżdy · Matos da Silva 14' · Bačanskis 57' | 2–0(1–0)Raport | FK Palanga | Stadion Miejski w Gorżdach, Gorżdy Widzów: 300 Sędzia: Gediminas Mažeika |
|                               |                                                   |                |            |                                                                          |

| 9 listopada 2019 13:00 (EEST) | FK Palanga · Mošnikov 66' · Jurjević 75' | 2–2(0–1)Raport | Banga Gorżdy · 45', 90+3' Bičkus | Klaipėdos DDA, Kłajpeda Widzów: 200 Sędzia: Manfredas Lukjančukas |
|                               |                                          |                |                                  |                                                                   |

- Banga Gorżdy wygrała w dwumeczu 4-2 i awansowała do następnej rundy

## Statystyki

### Najlepsi strzelcy
| Lp. | Bramki | Strzelcy            | Drużyna          |
| --- | ------ | ------------------- | ---------------- |
| 1.  | 27     | Tomislav Kiš        | Žalgiris Wilno   |
| 2.  | 20     | Mihret Topčagić     | Sūduva Mariampol |
| 2.  | 20     | Terem Moffi         | FK Riteriai      |
| 4.  | 15     | Liviu Antal         | Žalgiris Wilno   |
| 5.  | 12     | Donatas Kazlauskas  | FK Riteriai      |
| 6.  | 10     | João Figueiredo     | Žalgiris Kowno   |
| 6.  | 10     | Josip Tadić         | Sūduva Mariampol |
| 8.  | 8      | Eligijus Jankauskas | Sūduva Mariampol |
| 9.  | 8      | Tosaint Ricketts    | Sūduva Mariampol |
| 9.  | 8      | Paulius Golubickas  | Sūduva Mariampol |

### Hat-tricki
| Gracz             | Klub             | Spotkanie                            | Rezultat | Data                 |
| ----------------- | ---------------- | ------------------------------------ | -------- | -------------------- |
| João Figueiredo   | Žalgiris Kowno   | Žalgiris Kowno – FK Palanga          | 6–1      | 9 marca 2019         |
| Edvinas Kloniūnas | Žalgiris Kowno   | Žalgiris Kowno – FK Riteriai         | 3–1      | 13 kwietnia 2019     |
| Mihret Topčagić   | Sūduva Mariampol | Sūduva Mariampol – Žalgiris Kowno    | 3–0      | 3 lipca 2019         |
| Tomislav Kiš      | Žalgiris Wilno   | FK Palanga – Žalgiris Wilno          | 4–0      | 31 sierpnia 2019     |
| Terem Moffi       | FK Riteriai      | FK Palanga – FK Riteriai             | 3–1      | 25 września 2019     |
| Mihret Topčagić5  | Sūduva Mariampol | Sūduva Mariampol – Atlantas Kłajpeda | 9–1      | 30 października 2019 |

5 – zawodnik strzelił 5 goli w jednym meczu
Wyniki podawane są dla drużyny, w której grał dany zawodnik.